# 利比亞的菲律賓人
利比亞的菲律賓人，在2006年時有7913人，主要生活在的黎波里和班加西。
他們在利比亞主要從事建築，醫療，旅遊等行業。在2003年以前他們人口約5000人，到2006年發展到7913人，男女比例2:1。當2003年沙士爆發，利比亞當局明令禁止菲律賓人入境，造成700名工人無法前往工作。
利比亞的菲律賓人兒童有一所他們專門的學校，菲律賓社區學校。在2006年生活在利比亞的菲律賓兒童有794人。